# Albert Rüttimann

Albert Rüttimann (1971)

Albert Rüttimann (* 26. Januar 1925 in Jonen; † 2. Juli 2009 in Baden AG) war ein Schweizer Politiker (CVP) und Landwirt.
Rüttimann gehörte von 1971 bis 1991 dem Nationalrat an. Von 1964 bis 1973 war er im Aargauer Grossen Rat. Er war von 1957 bis 1972 Bezirksrichter. Die Gemeinde Jonen verlieh ihm 1995 für seine Verdienste für die Öffentlichkeit das Ehrenbürgerrecht.
1942 bis 1944 besuchte er die Landwirtschaftliche Schule Brugg. 1985 bis 1993 war er Präsident beim Verband ostschweizerischer landwirtschaftlicher Genossenschaften (VOLG).